# 坎崔·摩拉里斯
坎崔·摩拉里斯·羅德里奎茲（西班牙語：Kendrys Morales Rodríguez，1983年6月20日—）出生於古巴的佛門托(Fomento)，為美國職棒大聯盟的指定打擊。2006年球季是他登上大聯盟的第一個球季。摩拉里斯是一名右投左右開弓的打者。

## 在古巴的球員生涯
雖然在2000年時，摩拉里斯還只是個17歲的青少年，但是他已經獲選進入業餘棒球的強權—古巴國家代表隊，並且立刻成為陣中的明星選手。上一個和他一樣年齡進入古巴國家隊的選手已經是20年前的事情了。在2003年的世界盃棒球賽中，摩拉里斯是古巴隊的中心打者，在準決賽面對中華成棒隊時擊出的滿貫全壘打讓古巴隊以6:3擊敗中華隊。在上一場比賽中他也擊出一之致勝的全壘打，協助球隊擊敗巴西隊。
雖然摩拉里斯在古巴的聲望如日中天，但是他在古巴的球員生涯卻很快的就告終。起因是2003年11月在巴拿馬舉行的奧運棒球資格賽中，摩拉里斯被發現私下和美國來的經紀人接觸，隨即遭到遣返回國的命運。這也是他最後一次穿上古巴國家代表隊的制服。

## 投奔自由
2003年冬，摩拉里斯和一名來自多倫多的會計師約翰·迪瑪諾（John DiManno）偷偷搭上線。迪瑪諾想跨足球員經紀領域，而摩拉里斯希望可以離開那個每月只能讓他賺進5元美金的祖國。迪瑪諾保證可以帶摩拉里斯離開，而且不會向他收取分文。
2004年春，古巴國家隊以及摩拉里斯原本所屬的工業棒球聯隊（Industriales）對摩拉里斯屢次想偷渡離開古巴、進入大聯盟打球，卻遭到逮捕的行為祭出重懲，摩拉里斯被判處永久球監。這一切變故讓摩拉里斯逃往美國打球的決心更加堅定，終於在同一年的6月，摩拉里斯成功地偷渡離開古巴，而這已經是他第八次嘗試叛逃了。

## 小聯盟生涯
2005年春訓，和摩拉里斯簽下合約的洛杉磯安那罕天使隊原本希望摩拉里斯能儘早加入他們在春訓營仙人掌聯盟的春訓比賽。天使隊希望摩拉里斯能快速地通過天使隊農場系統的考驗，以指定打擊的身分在2005年球季帶給天使隊火力上的支援。但是因為摩拉里斯在進入美國之前，必須先取得多明尼加共和國的公民身分，以便合法在美國居留，因此耽擱至5月才成行，此時職棒賽季早已開打。摩拉里斯抵達美國後，從天使小聯盟系統進階1A的倫秋庫卡蒙佳震動隊起步。
天使隊為了詳細了解摩拉里斯的能力，讓他在震動隊打了三個星期。在這段期間內摩拉里斯輕鬆打垮對方投手，打擊率.344並且有5支全壘打。於是天使將他升上2A的阿肯色旅行者隊，雖然摩拉里斯在旅行者隊只打了半個球季，卻是全隊全壘打第二多的選手。球季結束後，天使又讓他前往專供各隊潛力新秀維持球感並且增進技巧的亞利桑那秋季聯盟繼續磨練。

## 大聯盟生涯
摩拉里斯在2006年春訓的表現十分搶眼，但是卻沒有列入開季時的25人名單中。直到2006年5月23日，因為天使隊原本預定的一壘手凱西·柯區曼因病無法出賽，於是球隊將摩拉里斯提升上大聯盟。在大聯盟的處女秀面對德州遊騎兵隊的比賽中，摩拉里斯五個打數擊出三支安打，包括一支全壘打。這樣的表現足以讓天使隊放心地把摩拉里斯安排在固定先發的一壘手，直到7月23日暫時下放回天使小聯盟系統3A的鹽湖城蜜蜂隊。
多倫多藍鳥隊以一紙三年33M的合約簽下老將古巴指定打擊Kendrys Morales

## 外部連結
- 坎崔·摩拉里斯在美國職棒官網（英语）
- 坎崔·摩拉里斯在Baseball-Reference.com（大聯盟）（英语）
- 坎崔·摩拉里斯在Baseball-Reference.com（小聯盟以及海外聯盟）（英语）
- 坎崔·摩拉里斯在ESPN（MLB）（英语）
- 坎崔·摩拉里斯在FanGraphs.com（英语）
- 坎崔·摩拉里斯在Retrosheet（英语）
- 坎崔·摩拉里斯在The Baseball Cube（英语）